# Joven negra
Joven negra (más tarde, Joven africana) es un cuadro de Fernand Cormon (1845-1924), pintado a finales del siglo XIX y conservado en el Museo de Bellas Artes de Pau.

## Historia
En 1880, Fernand Cormon abrió su taller, en el número 10 de la calle Constance, en la colina de Montmartre; en 1883 fundó una escuela privada, en el 104 del bulevar de Clichy. Su taller era considerado uno de los mejores de la capital: bajo su dirección se formaron Matisse, Toulouse-Lautrec y Vincent van Gogh.
Su estilo no permaneció uniforme, sino que varió a lo largo del tiempo, incluso en relación con los temas tratados. Pintor orientalista, de tonos cálidos y sensuales, también pintó interiores de fábricas, con obreros trabajando y se acercó también al género prehistórico, que había acaparado la academia francesa entre 1880 y 1900.

## Descripción
Este cuadro, que data de la época en que Fernand Cormon vivía en Túnez, es una obra íntima. La joven, de perfil, con un vestido sencillo de tela ligera y clara, parece encerrada en sí misma.
Se trata de un cuadro imprescindible, uno de los primeros en los que parece establecerse una comunicación equitativa entre el pintor y su modelo africano. Él no la desnuda ni la sexualiza; no la representa como una joven sirvienta dócil. Respeta la dignidad de esta mujer, reservada, que lleva un sombrero rosa (y no un pañuelo de colores arrollado en forma de turbante) y un broche de plata cierra el cuello del vestido sobre la hilera de botones.

## Exposiciones
- 26 de marzo de 2019-21 de julio de 2019: Le Modèle noir, de Géricault à Matisse, Museo de Orsay, París.